# グロリア (1999年の映画)
『グロリア』（Gloria）は、1999年のアメリカ合衆国のアクション映画。
監督はシドニー・ルメット、出演はシャロン・ストーンとジーン・ルーク・フィゲロアなど。
ジョン・カサヴェテス監督・脚本、ジーナ・ローランズ主演の1980年の映画『グロリア』のリメイクである。

## ストーリー
オリジナル作品とは主人公が少年を連れて逃避行するきっかけが違う。オリジナルでは少年の母親から託されていたが、本作では偶然居合わせた少年を人質にして脱出したことがきっかけとなっている。また、オリジナル作品ではマフィアのボスとグロリアの元恋人は同一人物だが、リメイク版では2名の登場人物に分けられている。なお、時代の変化に合わせてマフィアの秘密を記した媒体がオリジナルの手帳からフロッピーディスクへと変更されている。

## キャスト
グロリア
演 - シャロン・ストーン、日本語吹替 - 深見梨加
恋人ケヴィンの身代わりに3年の刑期を終えて出所したばかりの女性。刑務所内ではかなりの有名人だった。喫煙者であったが、刑務所暮らしの間に煙草をやめた。
ニッキー
演 - ジーン・ルーク・フィゲロア、日本語吹替 - 田野恵
マフィアの会計士の息子。天然パーマのかかった少年。マフィアの情報が入ったフロッピーディスクを父ジャックから託される。ぜんそく持ち。
ケヴィン
演 - ジェレミー・ノーサム、日本語吹替 - 小杉十郎太
グロリアの恋人。マフィアの幹部。
ダイアン
演 - キャシー・モリアーティ、日本語吹替 - 火野カチコ
グロリアの親友。グロリアとルビーの仲介役。
ルビー
演 - ジョージ・C・スコット、日本語吹替 - 長克巳
マフィアのボス。
ショーン
演 - マイク・スター
ルビーの組織の殺し屋。冷酷で躊躇なく、ジャックとニッキーを除く家族もろともを殺す。
ブレンダ
演 - ボニー・ベデリア
グロリアの姉。長年疎遠で不仲。ケヴィンからグロリアに関することで電話が来た時にグロリアが有利になるような嘘はついてくれたものの、自分の家庭を持っており、それを含めて危険な思いをしたくなく、助けを求めてきたグロリアを拒絶する。
ジャック
演 - ボビー・カナヴェイル
マフィアの会計係。金にがめついところがあり、組織の資金を遣い込んでしまい、差し向けられたショーンにニッキーを除いた家族ともども殺されるが、秘密のデータが入ったフロッピーディスクを息子ニッキーに託す。
アンジェラ
ジャックの妻。
マニー
ニックのおじ。ケヴィンの部下に殺害される。

## 作品の評価
Rotten Tomatoesによれば、29件の評論のうち、高く評価しているのは14%にあたる4件のみで、平均点は10点満点中4.2点となっている。
Metacriticによれば、19件の評論のうち、高評価は2件、賛否混在は8件、低評価は9件で、平均点は100点満点中26点となっている。